# ام۱۱۱۷
ام۱۱۱۷ (به انگلیسی: M1117 Armored Security Vehicle) یک خودرو چرخ‌دار زره‌پوش (نظامی) پنج‌نفره است که جهت استفاده در مأموریت‌های پلیس نظامی ارتش آمریکا در سال ۱۹۹۰ میلادی بر پایه مدل «وی-۱۰۰» و «وی۱۵۰ کماندو» توسط دو شرکت لند سیستمز و تکسترون مرین ساخته شده‌است. نخستین نمونه آن در سال ۹۷ میلادی تولید شد و سری تولید آن از سال ۱۹۹۹ آغاز شد.
این خودرو مجهز به نارنجک‌انداز ام‌کی ۱۹، تیربار سنگین ام۲ برونینگ و تیربار خودکار ام۲۴۰ است.